# Gentianella diemensis
Gentianella diemensis là một loài thực vật có hoa trong họ Long đởm. Loài này được (Griseb.) J.H.Willis mô tả khoa học đầu tiên năm 1957.